# Port-Sainte-Marie
Port-Sainte-Marie [pɔʁ sɛ̃t maʁi] ist eine französische Gemeinde mit 1.846 Einwohnern (Stand: 1. Januar 2022) im Département Lot-et-Garonne in der Region Nouvelle-Aquitaine. Die Gemeinde gehört zum Arrondissement Agen und zum Kanton Le Confluent. Die Einwohner werden Portais genannt.

## Geografie
Port-Sainte-Marie liegt etwa 19 Kilometer westnordwestlich von Agen an der Garonne. Umgeben wird Port-Sainte-Marie von den Nachbargemeinden Aiguillon im Norden und Nordwesten, Lagarrigue im Norden, Galapian im Nordosten, Bazens im Osten, Saint-Laurent im Südosten, Feugarolles im Süden sowie Thouars-sur-Garonne im Westen.

## Bevölkerungsentwicklung
| 1962 | 1968 | 1975 | 1982 | 1990 | 1999 | 2006 | 2012 | 2018 |
| ---- | ---- | ---- | ---- | ---- | ---- | ---- | ---- | ---- |
| 1747 | 1876 | 1850 | 1885 | 1864 | 1746 | 1913 | 1929 | 1889 |

## Verkehr
Port-Sainte-Marie hat einen Bahnhof an der Bahnstrecke Bordeaux–Sète und wird im Regionalverkehr mit TER-Zügen bedient. Die frühere Bahnstrecke Port-Sainte-Marie–Riscle ist stillgelegt worden und teilweise abgebaut.
Durch die Gemeinde führen die früheren Nationalstraßen  RN 113 (heute D 813) und RN 130 (heute D 930).

## Sehenswürdigkeiten
- Kirche Saint-Vincent-du-Temple, Kirche der Tempelritter aus dem 13. Jahrhundert, Monument historique seit 1908
- Kirche Notre-Dame, Anfang des 14. Jahrhunderts erbaut, 1855 teilweise restauriert, seit 1912 Monument historique
- Eisenbahnbrücke über die Garonne der stillgelegten Bahnstrecke Port-Sainte-Marie–Riscle, 1875 erbaut, seit 1997 Monument historique

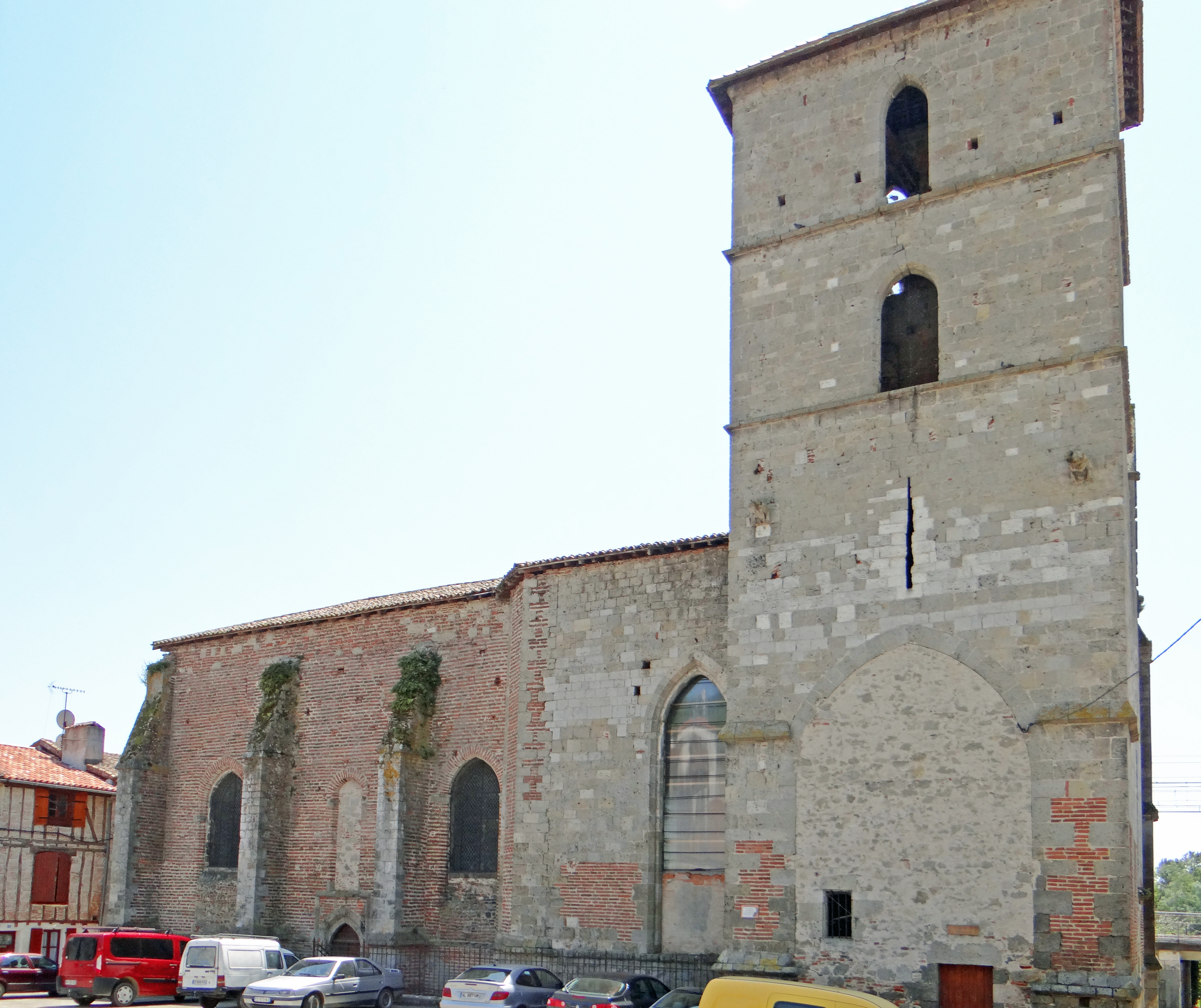
Kirche Saint-Vincent-du-Temple
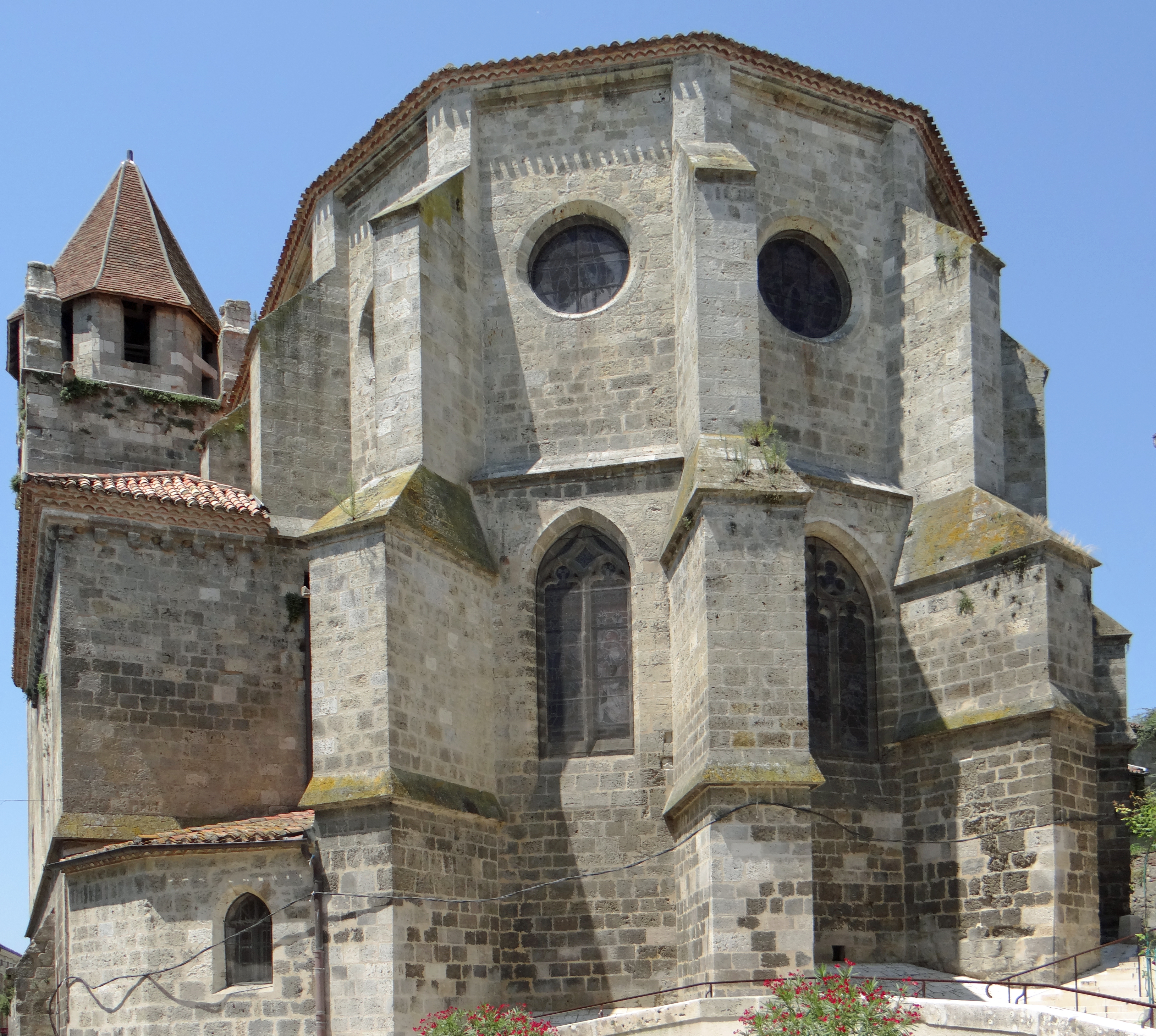
Kirche Notre-Dame

## Gemeindepartnerschaft
Mit der italienischen Gemeinde Castelnuovo Scrivia in der Provinz Alexandria (Piemont) besteht seit 1963 eine Partnerschaft.

## Persönlichkeiten
- Jacques Pucheran (1817–1895), Zoologe
- Pierre Marraud (1861–1958), Politiker, Innenminister (1921–1922), Kultusminister (1928–1930)